# Sacrofano
Sacrofano (Scrofano fino al 1928) è un comune italiano di 7 512 abitanti situato a nord della città metropolitana di Roma Capitale nel Lazio, tra la strada statale 3 Via Flaminia e la strada statale 2 Via Cassia.

## Geografia fisica
Sacrofano sorge sulle pendici del Monte Musino sulla cinta della caldera di un antico vulcano, il vulcano di Sacrofano, uno dei più importanti centri esplosivi del distretto vulcanico sabatino appartenente ad una vasta area vulcanica, che si estende più o meno dal mar Tirreno al monte Soratte, attiva da ca. 600.000 a ca. 40.000 anni fa.

### Territorio
Il territorio del comune di Sacrofano si estende per un'area di 2 852 ettari (28,52 km²) di cui ca. il 97% ricade in territori protetti appartenenti ai Enti locali regionali (in dettaglio: 2 373 ettari al Parco Regionale di Veio, 197 ettari all'Università dei Possidenti di Bestiame di Sacrofano e 190 ettari all'Università Agraria di Sacrofano); per la presenza di tali aree verdi, la densità abitativa non è elevata (269,36 ab./km² versus una media regionale di 340,6 ab./km²) e pertanto il territorio comunale, nonostante confini con il Comune di Roma, è privo del fenomeno della conurbazione tipico di altri comuni limitrofi alla Capitale.

#### Orografia
Il vulcano di Sacrofano, attivo circa 330 000 anni fa, ha emesso nel territorio circostante i seguenti prodotti interessantissimi da un punto di vista geologico:
- rocce magmatiche quale il tufo, ivi geologicamente classificato come tufo stratificato varicolore di Sacrofano, più o meno semilitoide (peperino), e tufo giallo di Sacrofano;
- solfatare, il cui caratteristico odore è ancora presente in alcune zone a nord al paese;
- minerali rari per la prima volta rinvenuti al mondo proprio a Sacrofano: la Sacrofanite (scoperta nel 1980 a Valle Bianchella), la Giuseppettite (scoperta nel 1981 a Valle Bianchella) e la Peprossiite-(Ce) (scoperta nel 1986 a Monte Cavalluccio, sul bordo interno della caldera di Sacrofano).

#### Idrografia
Gran parte del territorio comunale è costituito da un bacino drenato dal fosso della Torraccia, corso d'acqua che si versa nel fiume Tevere, in corrispondenza dell'abitato di Prima Porta, ad una quota di ca. 17 metri s.l.m.

### Clima
Classificazione climatica: zona D, 1751 GR/G

## Origini del nome
Il nome originario del borgo era Scrofano; sulla sua origine esistono diverse leggende, legate alla presenza di una scrofa, che compare nello stemma comunale.
Altra interpretazione è che il nome derivi da Sacrum Fanum, ovvero edificio di culto sacro, riferito al santuario edificato sul Monte Musino (v. paragrafo seguente, "Siti Archeologici").

## Storia

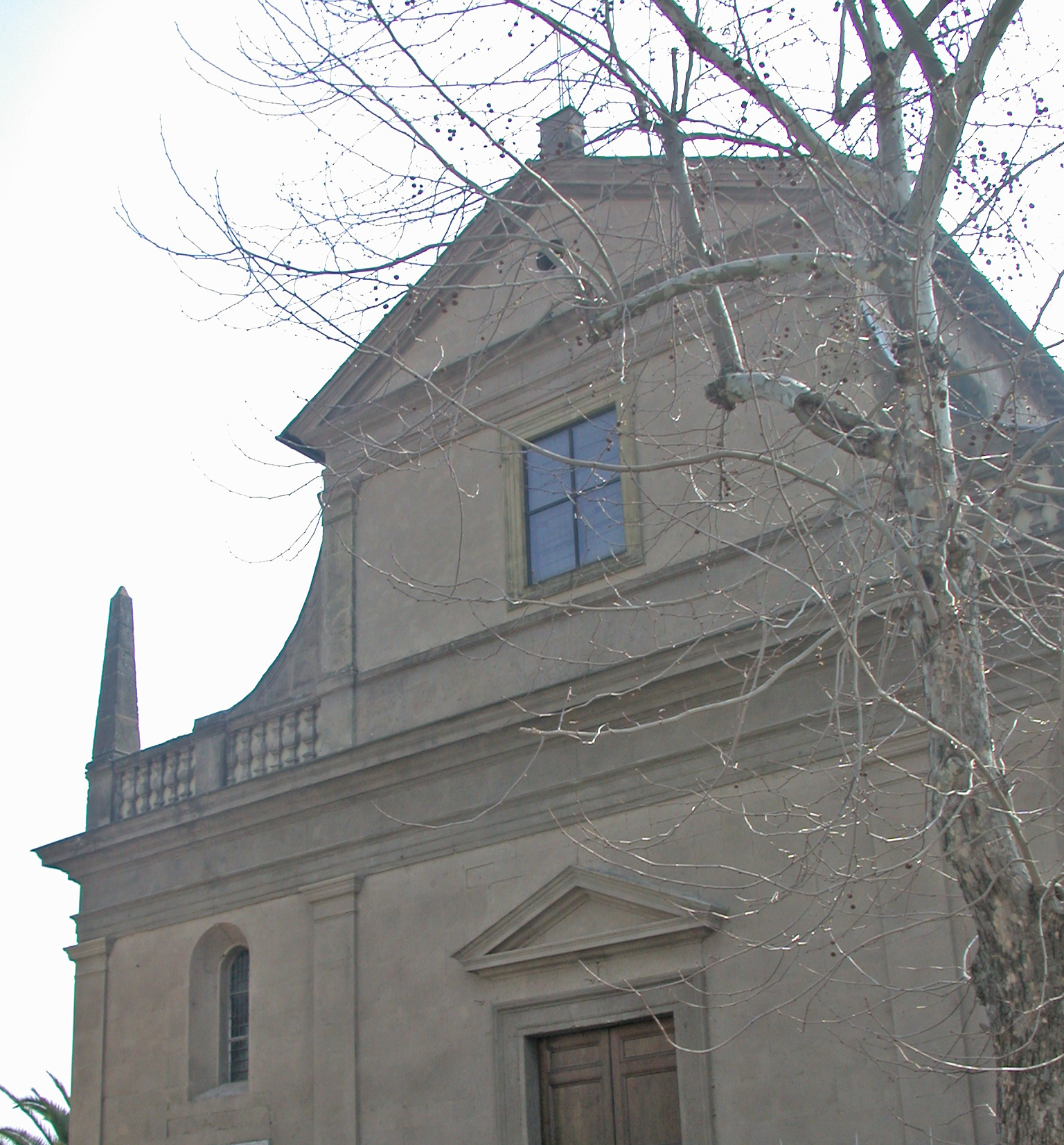
Particolare della facciata della chiesa di San Biagio

La zona fu inizialmente parte del territorio della città etrusca di Veio (ager Veientanus), alla sua estremità settentrionale. Esisteva una rete di strade di origine etrusca, riutilizzate anche in periodo romano e vi si trovavano numerosi piccoli insediamenti etruschi, soprattutto lungo la viabilità esistente, in parte sostituiti dopo la conquista romana da numerose ville, prevalentemente sui pendii.
Situato tra la via Cassia e la via Flaminia,  il principale asse stradale del territorio fu costituito da una via che collegava la Flaminia e la strada tra la valle del Tevere e Capena, a servizio dei numerosi insediamenti agricoli. Gran parte delle ville furono abbandonate nel V e VI secolo.
Nel 780, sotto papa Adriano I, venne fondata nell'ager Veientanus la domusculta Capracorum, nella quale erano ricompresi fundi, massae et casales ("fondi agricoli, masserie e casali"), e in quest'epoca è citato anche un fundus Scrofanum. Il fondo dal 775 fece parte dei possessi della chiesa di Santa Maria in Cosmedin.
Il fenomeno dell'incastellamento, con la costruzione di fortificazioni a difesa degli insediamenti, sembra essersi verificato nella zona a partire dal X e XI secolo: nel territorio dell'attuale comune esistono tracce di piccoli siti fortificati (in località Pian di Lalla e sul Monte Musino, in origine all'incrocio della strada per Capena). Nel 1027 il centro fortificato di Sacrofano, sorto sul percorso secondario tra Cassia e Flaminia, apparteneva alla diocesi di Selva Candida e sono menzionate per quest'epoca diverse chiese poste in Scrofano.
Nella seconda metà del XIII secolo il castello fu in possesso dei prefetti di Vico, da cui passò quindi ai Savelli e ai Nardoni. Gli Orsini presero possesso del feudo di Sacrofano sotto il pontificato di Gregorio XI (1370-1377) e lo mantennero per quasi tre secoli, ad eccezione di una breve parentesi sotto i Borgia (1503-1516). Nel 1560 fu compreso nel ducato di Bracciano. Nel 1662 il possedimento venne ceduto da Flavio Orsini alla famiglia Chigi.

### Simboli
Lo stemma e il gonfalone sono stati concessi con DPR del 17 aprile 1990.
Il gonfalone è un drappo partito di giallo e di verde.

## Monumenti e luoghi d'interesse

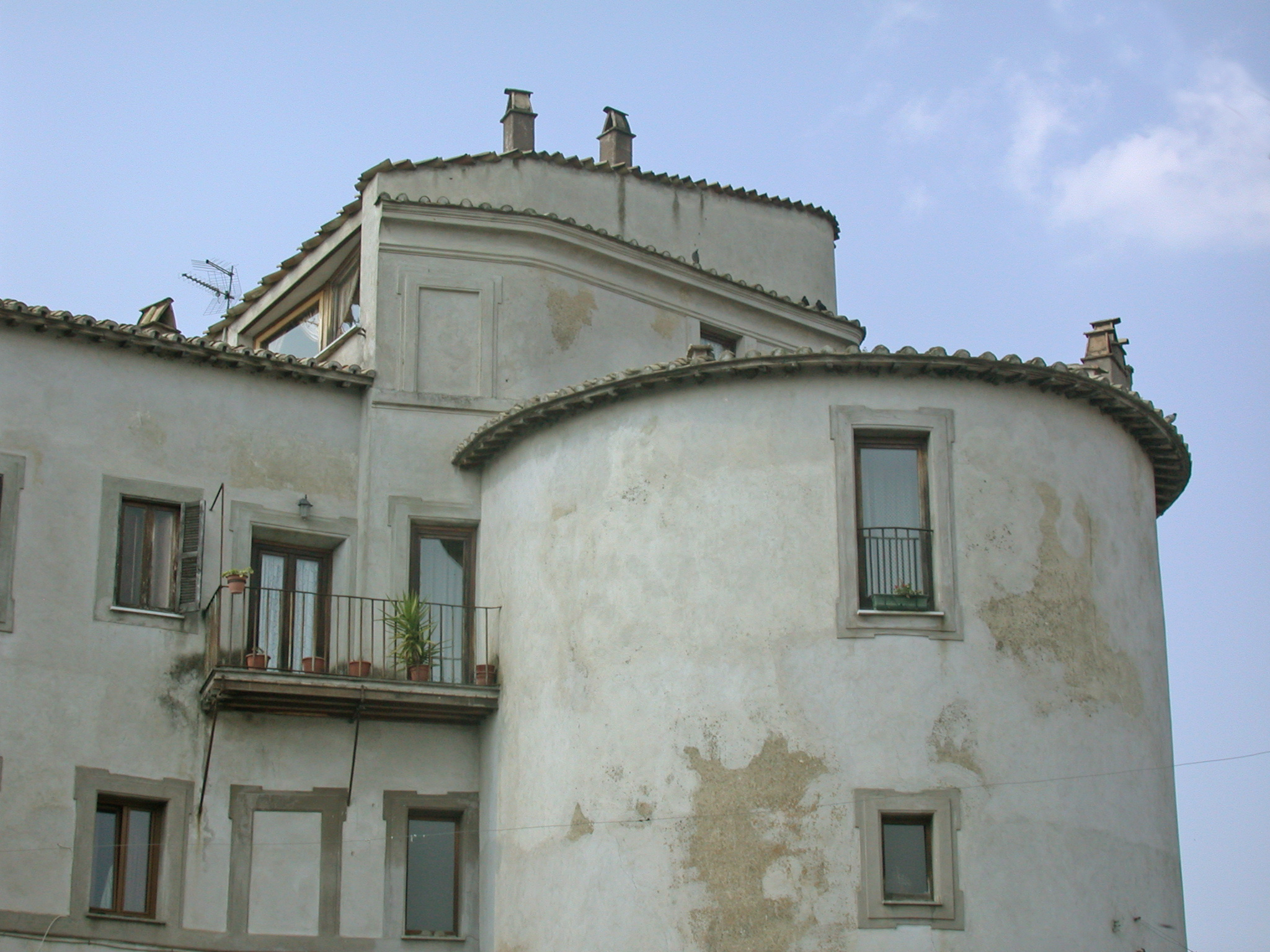
Torre della cinta muraria del borgo fortificato, rimaneggiata

### Architetture militari
L'originaria rocca, situata nella parte alta dell'attuale paese, ebbe un impianto trapezoidale, con cortile interno che in origine doveva essere dotato di un torrione, con fossato difensivo verso monte, dove sorgeva il borgo, ugualmente fortificato. Alla fine del XIV secolo appartiene un torrione adiacente alla chiesa di San Giovanni, residenza degli Orsini al momento della presa di possesso del feudo dove nel suo interno è presente un rilievo raffigurante lo stemma della nobile famiglia.
Nella prima metà del XV secolo vennero sistemate le strutture difensive, rivolte questa volta verso Roma e la via Flaminia: due torri rotonde furono costruite a difesa della "Porta Romana" e venne aggiunta una scarpata contro le mura preesistenti con un antistante fossato.

### Architetture religiose
- Chiesa di San Giovanni Battista, risalente al XII secolo e rimaneggiata nel XV secolo, ma il titolo di "San Giovanni in Scrofano" è citato a partire dal 1027. L'edificio conserva un campanile in blocchi di tufo con cornici in mattoni, risalente al XIV secolo. La chiesa presenta una pianta irregolare, con navata unica preceduta da un vestibolo e con ambulacro a destra; l'altare del 1515, in marmi colorati, conserva reliquie di san Giustino. Nella chiesa si conserva una campana, fusa nel 1357 e rotta e rimossa nel 1799.
- Chiesa di San Biagio, risalente alla seconda metà del XV secolo, venne rimaneggiata nel XVIII secolo con la realizzazione di un soffitto a cassettoni dorato e tele riportate che ricordano i miracoli del santo patrono a cui è dedicata la chiesa. È l'attuale parrocchia del paese.
- Santuario della Madonna della grotta.

### Architetture civili
Il palazzo Placidi-Serraggi prende il nome dalle famiglie nobiliari che dagli inizi del settecento si legano con la potente casata dei Chigi, e fu costruito nel 1707 in stile tardo-barocco. Al centro della facciata si trova lo stemma con quercia e aquila e la data 1707.

### Siti archeologici
Nel territorio comunale si trova il sito archeologico del Monte Musino, sulla sommità del colle; esso conserva resti della fortificazione medioevale e tracce di un precedente luogo di culto, forse identificabile con il santuario delle Arae Mutiae citato da Plinio e dedicato presumibilmente al culto di Giove Tonante e di Ercole (148 d.C.).
Nella sala rotonda del museo Pio-Clementino, il complesso più grande dei Musei Vaticani, il pavimento è costituito da un mirabile assemblaggio settecentesco di mosaici dei primi decenni del III secolo d.C., rinvenuti a Otricoli e a Sacrofano.
- Ruderi della chiesa di Santa Maria in valle.
- Ponte di San Marcello, che si trova nei pressi dell'antica Mola di Sacrofano, lungo un fosso. Questo piccolo ponte era un vecchio punto di passaggio tra la via Flaminia e la zona di Sacrofano.

### Aree naturali
Il comune fa parte del Parco Regionale di Veio. Nel territorio confinante con il Comune di Formello e il Comune di Roma si estende un'ampia area a bosco vergine, chiamata "Macchia di Sacrofano", che include la collina di Monte Musino, dalla quale si dipartono acquedotti in cunicolo etruschi che alimentavano l'antica città di Veio presso Isola Farnese. La zona è delimitata da varchi; vi è interdetto il traffico di veicoli ed è possibile visitarla a piedi, a cavallo e su mountain bike.

## Società

### Evoluzione demografica
Abitanti censiti

### Religione
La comunità ebraica di Sacrofano
Sacrofano fu sede nel medioevo di una piccola comunità ebraica. A ricordo rimane oggi solo nell'odonomastica del centro storico il nome di una via: via Vecchio Ghetto.

### Tradizioni e folclore
- Manifestazione patronale Santa Maria Assunta, a settembre nella frazione di Borgo Pineto.
- Palio della Stella, II domenica di settembre.

## Cultura

### Cucina
Fra i piatti tipici della zona possiamo trovare:
- Il Tegamaccio, piatto povero con pomodoro, cipolla, patate, mentuccia romana e composto a strati.
- Ciambellette, tipiche di molti paesi laziali tra cui Sacrofano.
- Formaggi tipici locali, prodotti dall'Alchimista Lactis come la ricotta vecchia maniera che è stata premiata con il Premio Roma  come miglior ricotta del Lazio o la Caciotta Gajarda tra i migliori dieci formaggi in Italia.
- Olio extravergine di oliva estratto a freddo nel frantoio locale.

### Film e telefilm girati a Sacrofano
Per il particolare aspetto scenografico dei suoi scorci, specie nel suo centro storico, a Sacrofano sono state girate scene di diversi film, con famosi attori e registi.
- Il brigante di Tacca del Lupo, diretto da Pietro Germi (1952)
- La nonna Sabella, diretto da Dino Risi (1957)
- È arrivata la parigina, diretto da Camillo Mastrocinque (1958)
- Un maledetto imbroglio, diretto da Pietro Germi (1959)
- Totò, Peppino e… la dolce vita, diretto da Sergio Corbucci (1961)
- Gli onorevoli, diretto da Sergio Corbucci (1963)
- Non mi dire mai goodbye, diretto da Gianfranco Baldanello (1967)
- 5 per l'inferno, diretto da Gianfranco Parolini (1969)
- Meo Patacca, diretto da Marcello Circiolini (1972)
- Sette note in nero, diretto da Lucio Fulci (1977)
- Emanuelle - Perché violenza alle donne?, diretto da Joe D'Amato (1977)
- Dove vai in vacanza?, diretto da Mauro Bolognini (1978)
- Zucchero, miele e peperoncino, diretto da Sergio Martino (1980)
- Antropophagus, diretto da Joe D'Amato (1980)
- La messa è finita, diretto da Nanni Moretti (1985)
- Le comiche, diretto da Neri Parenti (1990)
- Al di là del lago, diretto da Stefano Reali (2009)
- Indovina chi viene a Natale?, diretto da Fausto Brizzi (2013)
- L'esigenza di unirmi ogni volta con te, diretto da Tonino Zangardi (2015)
- Bent - Polizia criminale, diretto da Robert Moresco (2018)
- Occhiali neri, diretto da Dario Argento (2022)
- Brado, diretto da Kim Rossi Stuart (2022)
- Rido perché ti amo, diretto da Paolo Ruffini (2023)

### Curiosità cinematografiche e televisive
- In Nestore, l'ultima corsa, di e con Alberto Sordi (1994), il cavallo Nestore fu scelto personalmente da Alberto Sordi che lo selezionò tra una decina di cavalli in un maneggio di Sacrofano[14].
- In Un'estate ai Caraibi, diretto da Carlo Vanzina, con Gigi Proietti, Enrico Brignano, Carlo Buccirosso, Enrico Bertolino, Alena Seredova, Martina Stella, Maurizio Mattioli (2009) Enrico Brignano interpreta il personaggio Angelo Cerioni di Sacrofano.
- Caterina Guzzanti, nella sua interpretazione di una generica miss Italia, ringrazia sempre la sua città natale: Sacrofano.

### Romanzi con riferimenti a Sacrofano
- Arrivano i Pagliacci (2003) di Chiara Gamberale: il padre della protagonista del romanzo è insegnante nella scuola media di Sacrofano[15].
- Amori fuoricorso (2010) di Stefania Montorsi: «pedalò e pedalò sulla via Flaminia, ma solo quando arrivò a Sacrofano…»[16]
- Sindrome da cuore in sospeso (2012) di Alessia Gazzola: la protagonista Alice si trova in vacanza nel paese dei genitori, Sacrofano[17].
- Terre rare (2014) di Sandro Veronesi: il protagonista Pietro Paladini si trova ad attraversare una «serena malinconia sentimentale legata ai ricordi di famiglia, i week end a Sacrofano…»[18][19]
- Tutta la serie di libri de L'allieva di Alessia Gazzola.
- La gioia del popolo (2021) di Alberto Fuschi: romanzo ispirato alla storia vera del calciatore Garrincha a Sacrofano[20]

## Infrastrutture e trasporti
Nel 1932 la località era servita da una fermata della tranvia Roma-Civita Castellana, gestita dalla Società Romana per le Ferrovie del Nord (SRFN). Dopo tale data la tranvia fu sostituita da una linea ferroviaria denominata Roma Nord, ovvero la ferrovia Roma-Civita Castellana-Viterbo, che collega Roma a Viterbo passando per Civita Castellana. La linea ha avuto diversi gestori e dal 2022 è in carico ad ASTRAL e COTRAL. La stazione di Sacrofano posta su questa linea, nonostante la sua denominazione, rientra (seppur di poco) all'interno del territorio comunale di Roma e non di Sacrofano; costituisce il limite della tariffa urbana del comune di Roma (anche se nella stazione fermano solo i treni provenienti da Roma diretti a Civita Castellana e a Viterbo e viceversa).

## Amministrazione
Nel 1928 il nome venne modificato da Scrofano nell'attuale "Sacrofano".
| Periodo        | Periodo        | Primo cittadino      | Partito                                    | Carica  | Note          |
| -------------- | -------------- | -------------------- | ------------------------------------------ | ------- | ------------- |
| 23 aprile 1995 | 2003           | Geminiano Tomassetti | Lista civica                               | Sindaco | [ 21 ] [ 22 ] |
| 25 maggio 2003 | 26 maggio 2013 | Valter Casagrande    | Lista civica Alleanza Civica per Sacrofano | Sindaco | [ 23 ] [ 24 ] |
| 27 maggio 2013 | 24 maggio 2018 | Tommaso Luzzi        | Lista civica Alleanza Civica - PDL         | Sindaco | [ 25 ]        |
| 25 giugno 2018 | in carica      | Patrizia Nicolini    | Lista civica Uniti per Sacrofano           | Sindaco |               |

### Altre informazioni amministrative
- Dal 2013 ha aderito alla Conferenza dei sindaci dell'area Tiberina/Flaminia/Cassia.
- Dal 2015 fa parte del Consorzio intercomunale dei servizi e interventi sociali Valle del Tevere[26] insieme ad altri 16 comuni ricandenti nel distretto socio-sanitario 4 della ASL Roma 4.

## Sport

### Calcio
C'era una squadra di calcio appartenente alla categoria di livello regionale, l'A.S. Sacrofano (Prima Categoria girone C).
Il Sacrofano nella stagione 2007/2008 riuscì a raggiungere una finale storica in coppa Lazio (Prima categoria) contro l'Atletico Vescovio, ma perse la finale. Dopo la fusione con il Vic Formello e la conseguente cessione del titolo di prima categoria, alcuni ex membri della società hanno deciso di fondare il Nuovo Sacrofano (3ª categoria).
In passato il Sacrofano calcio fu allenato tra il 1970 ed il 1975 nei campionati di Prima Categoria e Promozione da Dino da Costa che portò come giocatore Garrincha.

### Equitazione
Da sempre Sacrofano è considerata terra di cavalli: ad oggi nel territorio comunale sono presenti circa 20 maneggi di proprietà di privati.

### Rugby
Nasce nell'autunno del 2007 la prima società di rugby del paese, la Rugby Sacrofano A.S.D., con lo scopo di disputare il campionato ufficiale di Serie C.
I colori sociali sono il verde e il bianco.
La squadra si allena presso l'impianto sportivo comunale di Monte Sarapollo.

### Pallavolo
Dal 2008 è presente la ASD Prati 2000, società con venticinque anni di storia sportiva, che nel 2016 ha ottenuto la promozione nel campionato di Serie D femminile. A conclusione del campionato nazionale 2016-17 è stata costretta a cedere il titolo sportivo di serie D a causa della mancanza di un impianto sportivo idoneo a ospitare le gare casalinghe.

### Ginnastica Ritmica
Nel 1985 iniziano i primi corsi di Ginnastica Ritmica a Sacrofano organizzati da Nicoletta Massimi, allieva della Prof.ssa Renata Pantanelli, nella sede dell'Associazione Sportiva International Academy Kung Fu To'a del maestro Esy Moniri. Nel 1996 l'attività prosegue con la nascita dell'ASD ACSI Sacrofano che promuove l’attività sportiva, ed in particolar modo la Ginnastica Ritmica, attraverso corsi, manifestazioni, partecipazioni a gare regionali e nazionali e saggi ginnici.

## Galleria d'immagini

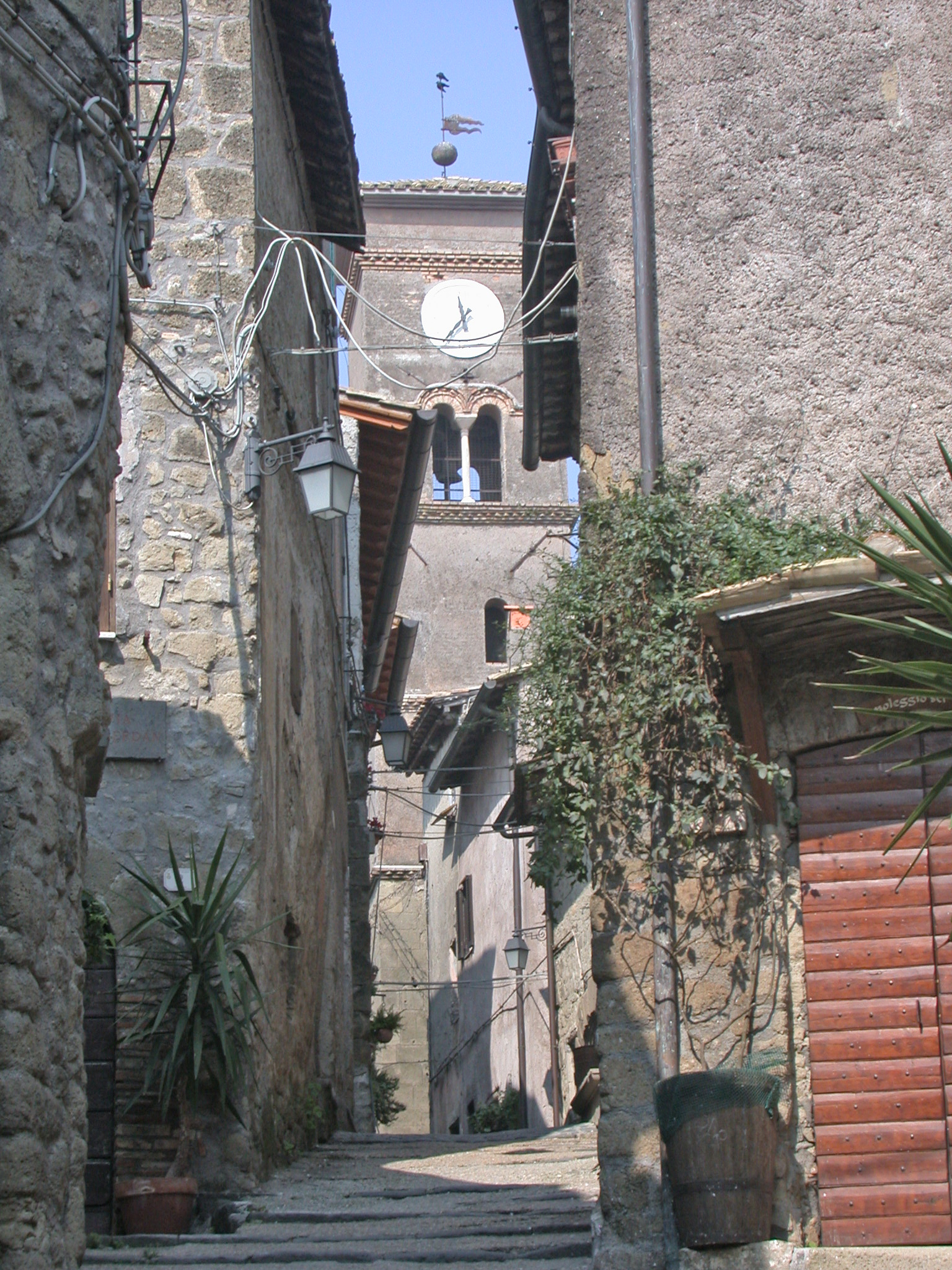
La "via di Mezzo", asse centrale del borgo fortificato, con il campanile della chiesa di San Giovanni Battista
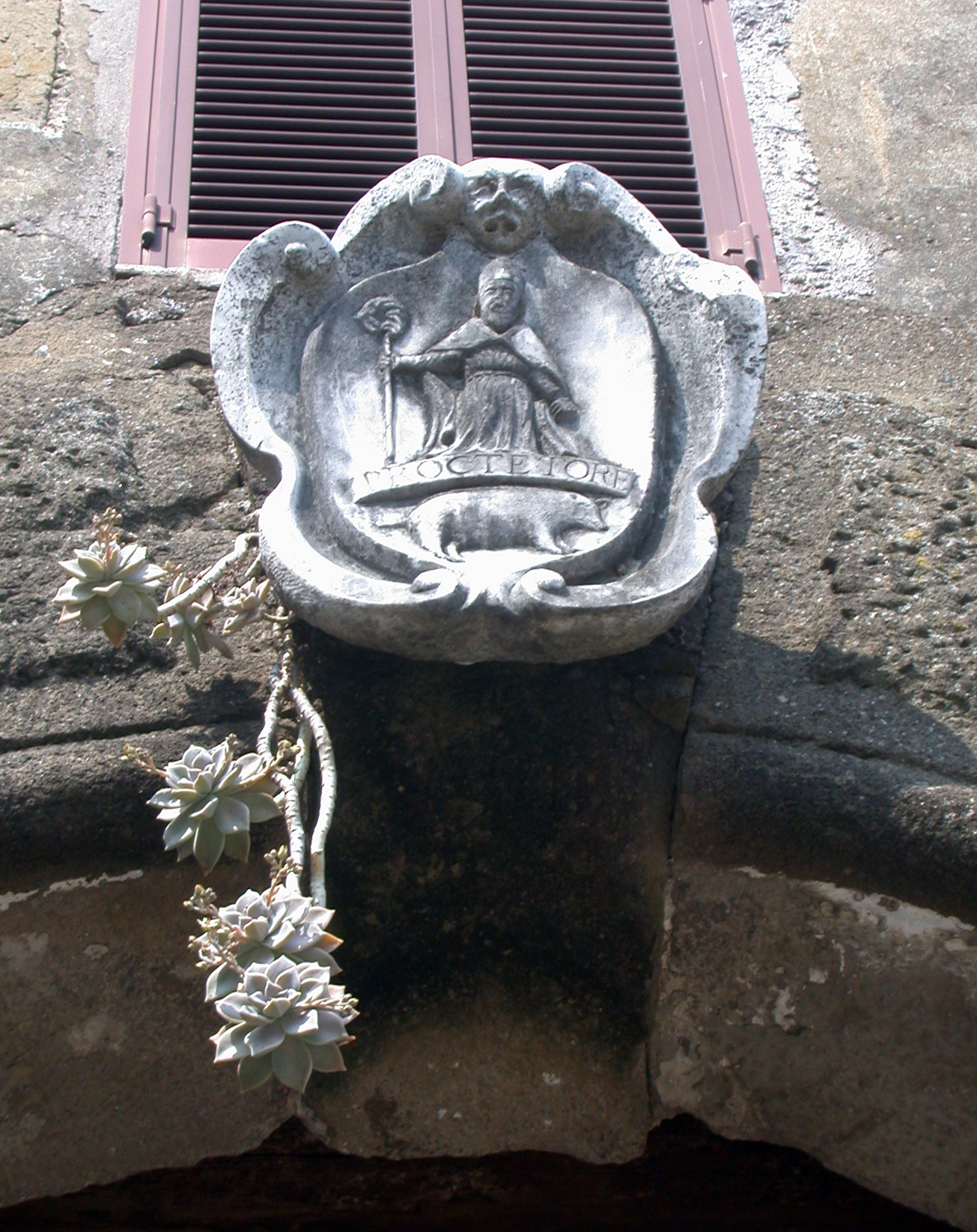
Stemma sopra la porta di accesso al borgo
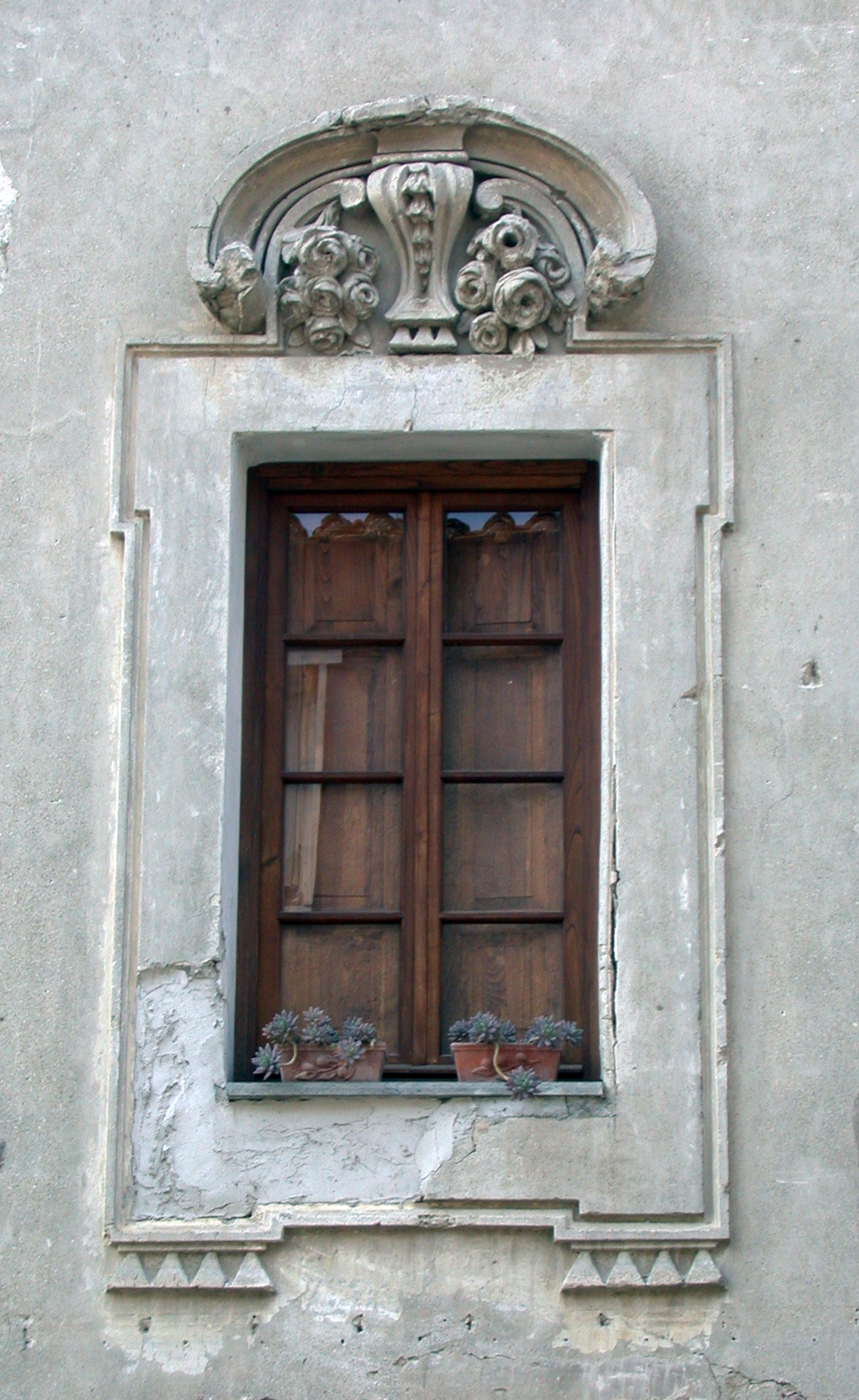
Una finestra del palazzo Placidi-Serraggi.